# Drapelul Namibiei

Raport: 2:3

Drapelul Namibiei a fost adoptat la 21 martie, 1990.
Principalele culori sunt preluate de la cele ale steagului SWAPO (South West African People's Organization - Organizația Popoarelor din Africa de Sud-Vest), cea mai importantă mișcare de eliberare. Acest steag a fost adoptat în 1971 și e format din benzi orizontale de culori albastră-roșie-verde, cele mai importante culori ale tribului Ovambo, cea mai importantă etnie a țării.